# Israhel van Meckenem
Israhel van Meckenem il Giovane (1440 ca. – Bocholt, 10 novembre 1503) è stato un incisore e orafo tedesco.

## Biografia
Di Israhel van Meckenem sono incerti sia l'anno che il luogo di nascita. A lungo la sua famiglia è stata ritenuta originaria di Malines, nelle Fiandre, a causa di un'errata interpretazione dello stemma; sembra invece provenire da Meckenheim vicino a Bonn. Joachim von Sandrart si riferisce a lui come Israhel di Mechelen e Karel van Mander lo nomina come Israhel di Mainz.
È spesso indicato come Israhel van Meckenem il Giovane per distinguerlo dal padre, l'orafo Israhel van Meckenem il Vecchio, che alcuni studiosi identificano con il "Maestro della Passione di Berlino". Il figlio apprende il mestiere nella sua bottega, specializzandosi in incisioni da bulino, per poi collaborare con il Maestro E.S..
La sua prima stampa è datata 1465 e reca l’indicazione di Kleve, sul confine olandese con la Germania, dove si trasferisce intorno al 1470, per poi stabilirsi definitivamente a Bocholt, dopo un soggiorno a Bamberga. Il consiglio comunale di Bocholt gli commissiona diversi lavori.
Nel 1503 viene sepolto nella chiesa di St. Georg a Bocholt, di cui egli stesso esegue l'ostensorio nel 1470, che a lungo viene attribuito al padre.

## Attività artistica
Come apprendista van Meckenem produce duecento copie delle stampe del Maestro E.S., dopo la morte del quale acquisisce e rielabora quarantuno lastre. In totale, van Meckenem esegue oltre seicento lastre, molte delle quali sono copie di altre stampe, e rappresentano circa il venti percento della produzione coeva di stampe artistiche dell'Europa settentrionale.

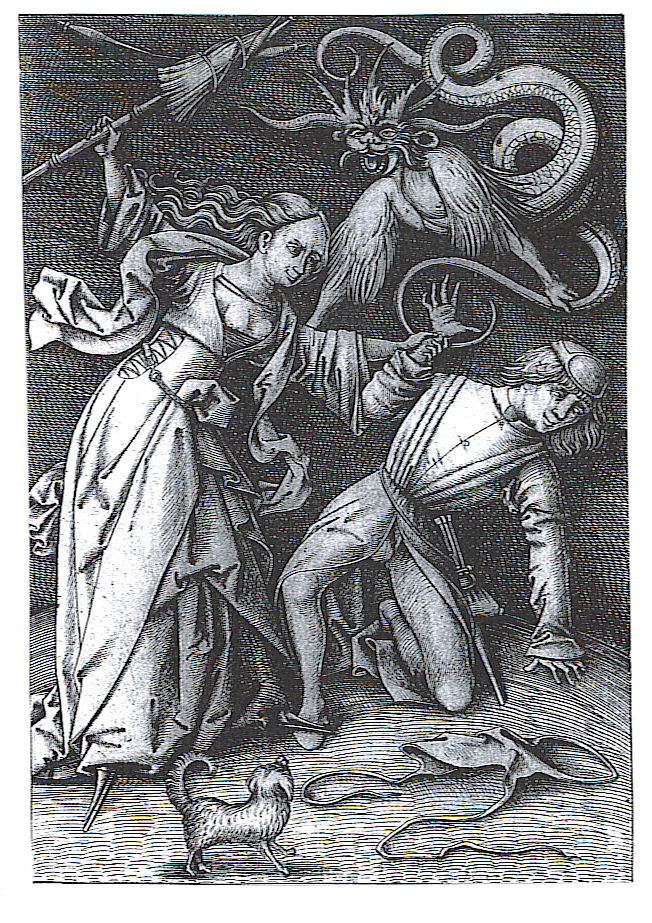
Das böse Weib

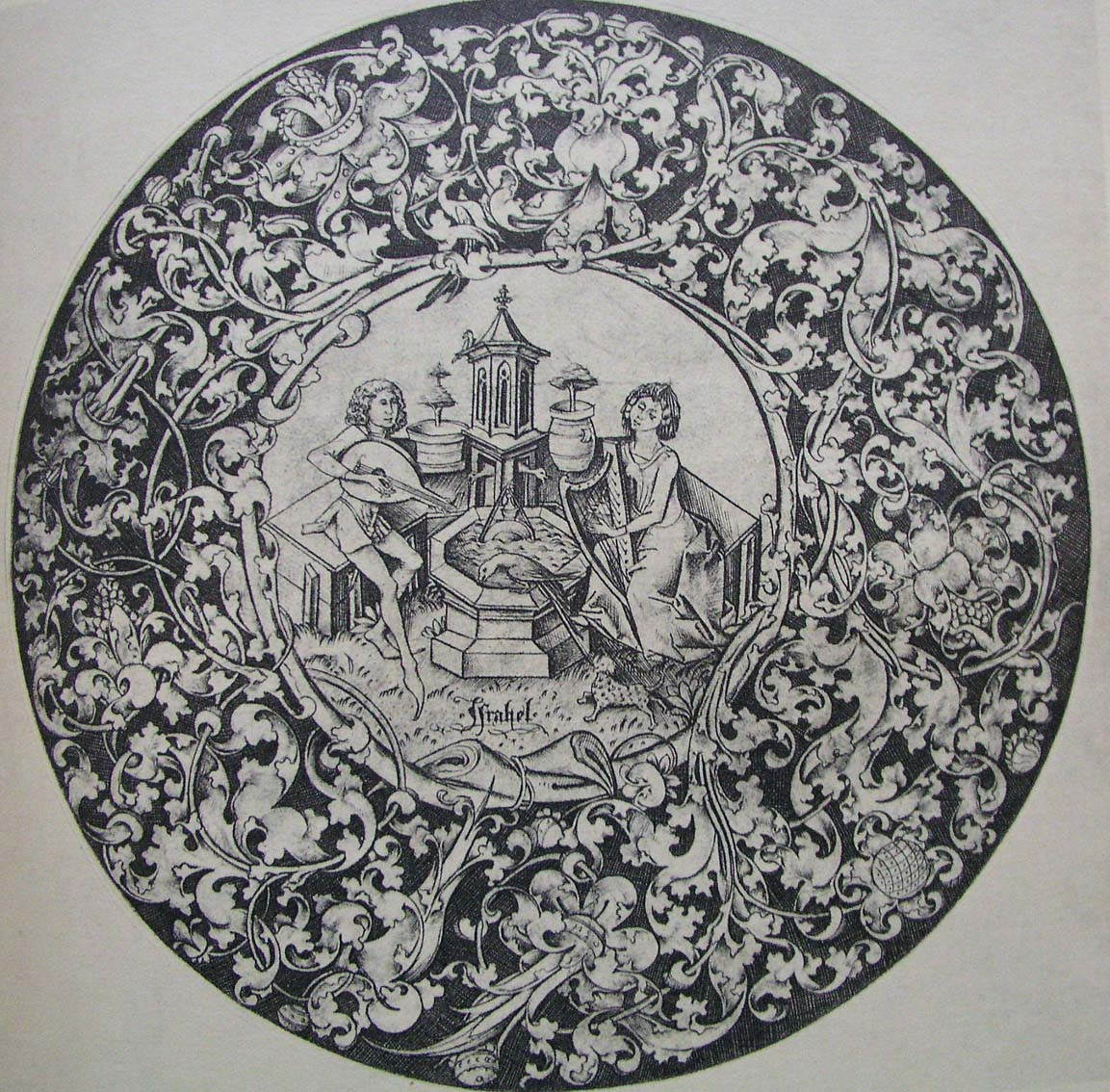
Musizierendes Paar am Brunnen

La carriera di Israhel è sufficientemente lunga per produrre copie da Dürer, dal Maestro del Libro di casa, da Martin Schongauer e da molti altri incisori tedeschi. La serie dell'ultimo periodo sulla vita della Vergine sembra sia basata sui disegni di Hans Holbein il Vecchio o della bottega di questi; con facilità Israhel può avere avuto infatti una relazione commerciale con lo stesso Holbein.
Le composizioni sono spesso animate e ritraggono di preferenza la vita mondana dell'epoca. Ad esempio, nella stampa su Salomè l'uccisione di Giovanni Battista è relegata sullo sfondo, mentre in primo piano sono ritratti ballerini abbigliati alla moda del tempo di Israhel.
Van Meckenem firma le proprie stampe del periodo più tardo inserendo il nome e la città; è l'autore del primo autoritratto su stampa, in cui si ritrae insieme alla moglie, eseguendo così anche il primo ritratto su stampa di una persona identificabile. Alcune lastre sembrano rielaborazioni successive della sua bottega, o prodotte in più di una versione; molte tirature sono pervenute a testimonianza della sua abilità anche nella distribuzione e nella vendita. Van Meckenem è forse il primo ad avere inciso su metallo le indulgenze, versioni non sottoposte alla revisione papale: una di queste promette ventimila anni di riduzione della penitenza in Purgatorio, aumentati a quarantacinquemila in una seconda tiratura.
Nel libro delle ore di Charles d'Angoulême, un manoscritto che mostra il legame fra le stampe e le illustrazioni nel tardo XV secolo, Robinet Testard include sedici stampe di van Meckenem.
Il primo catalogo ragionato delle opere di van Meckenem con notizie biografiche viene iniziato nel 1839 da Georg Kaspar Nagler.

## Curiosità

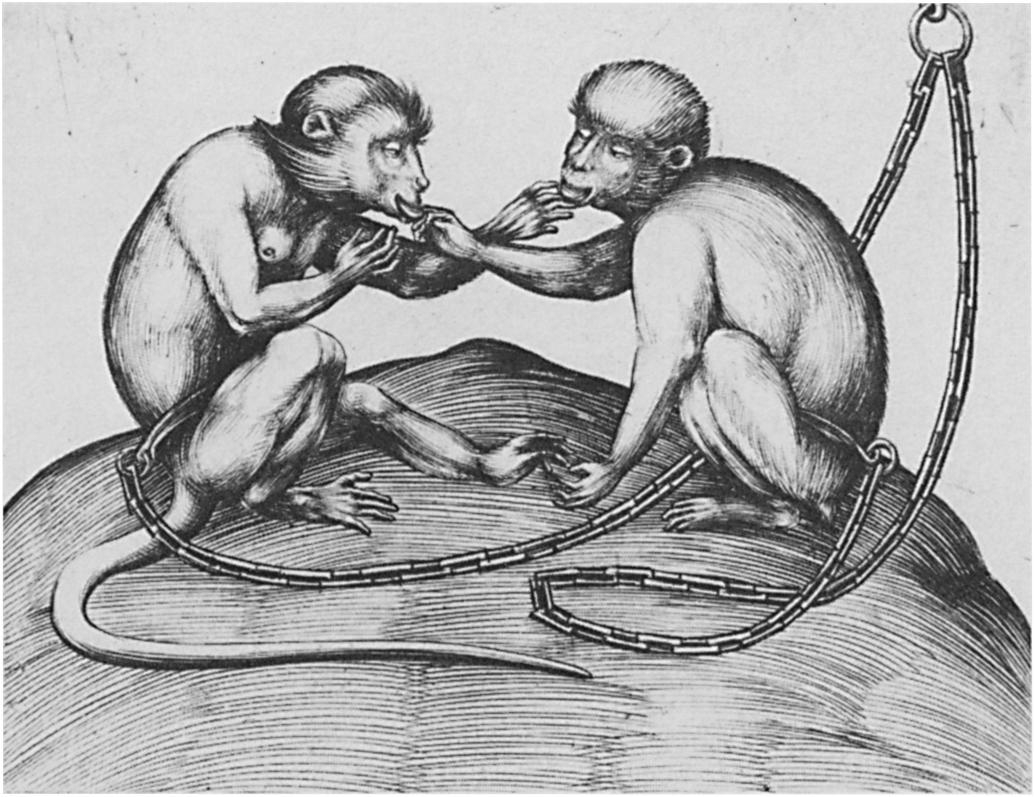
Zwei Affen

La scarsa conoscenza degli animali esotici nel Medioevo viene in parte colmata dai viaggi di esplorazione e dai resoconti dei navigatori del XV secolo; si diffondono nozioni più precise anche sull'esistenza di scimmie caudate; nel ritrarle, tuttavia, gli incisori tedeschi, in generale, preferiscono fare riferimento ai taccuini di schizzi di artisti precedenti, come Giovannino de' Grassi, anziché basarsi sull'osservazione diretta. Allo stesso modo van Meckenem si basa sugli studi di Pisanello, interpretandoli a modo proprio e contribuendo a diffonderli nell'arte dell'Europa settentrionale del XVI secolo.
In particolare Israhel van Meckenem è convinto che la coda sia un attributo della scimmia maschio; tale convinzione non è tratta dalla letteratura zoologica coeva, ma si diffonde ampiamente, intaccando l'iconografia delle scimmie dell'Europa settentrionale fino al XVI secolo. Forse se la coda non fosse stata accettata come attributo di differenziazione di genere, la coppia di scimmie innamorate non avrebbe fatto la sua comparsa nell'arte dell'epoca.

## Alcune opere
- Das Marienleben;
- Das Leben Christi;
- Die Passion;
- Der Heiland;
- Maria und die zwölf Apostel;
- Die zwölf Apostel paarweis in Halbfigur;
- Das größere Majuskel-Alphabet;
- Die Steinigung der Stephanus;
- Das Kinderbad;
- Der Moriskentanz;
- Lucretia.[8]